# Eoanseranas handae
Eoanseranas handae — викопний вид гусеподібних птахів родини Напівлапчасті гуси (Anseranatidae), що існував у кінці олігоцену.

## Назва
Родова назва перекладається як «рання напівлапчаста гуска». Видова назва дана на честь австралійського палеонтолога Сюзенн Ганд за її внесок у дослідження копалин формації Ріверслей.

## Скам'янілості
Скам'янілі рештки виду знайдено у відкладеннях формації Ріверслей у Національному парку Будджамулла у штаті Квінсленд на сході Австралії. Вид відомий лише по рештках лівого коракоїду та двох лівих лопаток.

## Опис
Eoanseranas handae був трохи меншого розміру ніж сучасний Anseranas.